# Adeu de Mitilene
Adeu de Macedònia (grec antic: Ἀδδαῖος o Ἀδαῖος, llatí: Addaeus o Adaeus) va ser un poeta grec nadiu de Mitilene, a l'illa de Lesbos, que va escriure alguns epigrames; segurament era un personatge diferent d'Adeu de Macedònia, encara que Reiske teoritza que poden ser el mateix.
La seva obra apareix a l'Antologia grega. Se suposa que va viure en temps d'Alexandre el Gran, car en un epigrama es refereix a la seva mort. Va escriure també Περὶ Ἀγαλματοποιῶν i Περὶ Διαφέσεως, dues obres en prosa, segons diu Ateneu de Nàucratis. Fabricius l'inclou a la Bibliotheca Graeca.